# Hubert Patterer
Hubert Patterer (* 1962 im Gailtal) ist ein österreichischer Journalist. Von 2006 bis Juni 2025 war er Chefredakteur der Kleinen Zeitung.

## Leben
Patterer wuchs in Kirchbach in Kärnten auf, die Volksschule besuchte er in Lienz. An der Universität Klagenfurt absolvierte er ein Germanistik- und Anglistik-Studium. Seit 1984 ist er für die Kleine Zeitung tätig, zunächst war er für diese in Kärnten und Osttirol tätig. Im Jahr 2000 übersiedelte er nach Graz, nachdem ihn Erwin Zankel zum stellvertretenden Chefredakteur ernannt hatte.
Ab 2006 leitete Patterer die Kleine Zeitung als Chefredakteur und Geschäftsführer.
Mit Ende 2023 gab er die Position des Geschäftsführers der Kleinen Zeitung ab, blieb aber gesamtverantwortlicher und plattformübergreifender Chefredakteur. Am 1. Juli 2025 folgte ihm Oliver Pokorny als Chefredakteur der Kleinen Zeitung nach, Patterer wurde Herausgeber.

## Auszeichnungen
- Patterer erhielt im Jahr 2011 die Auszeichnung Journalist des Jahres von der Branchenzeitschrift Der Österreichische Journalist.[4] In den Jahren 2008, 2010–2012, 2015 und 2016 wurde er außerdem in der Kategorie Chefredakteur des Jahres ausgezeichnet.
- 2024: Kurt-Vorhofer-Preis[5]